# Agrotis volubilis
Agrotis volubilis là một loài bướm đêm trong họ Noctuidae.